# Норман Леві Боуен
Боуен Норман Леві (англ. Norman Levi Bowen, 21 червня 1887, Кінгстон, Канада, — 11 вересня 1956, Вашингтон), американський петрограф.

## Біографія
Освіту отримав у Канаді. В 1912–1937 і з 1947 р. працював в інституті Карнегі, в 1937—1947 професор Чиказького університету.

## Науковий доробок
Встановив «реакційний принцип», згідно з яким продукт кристалізації силікатного розплаву у багатьох випадках реагує при його охолодженні із залишковою рідиною і набуває таким чином нового хімізму. Обґрунтував тезу, що загальний розвиток планетарного магматизму протікає від перидотитів через габро-базальти до гранітів.